# Etheostoma ditrema
Etheostoma ditrema là một loài cá thuộc họ Percidae. Nó là loài đặc hữu của Hoa Kỳ. Loài cá này chỉ thấy có trong hệ thống sông Coosa chảy qua các bang Georgia, Alabama và Tennessee.